# Asociația Cluburilor de Karate Arad
Asociația Cluburilor de Karate Arad (A.C.K.A.) s-a format în anul 2001 pentru o mai bună promovare a artei marțiale Karate Shotokan în Arad. Președintele A.C.K.A. este Sensei Mihai Botez - 8 dan, maestru în judo și Jiu Jitsu din Arad.
A.C.K.A. este alcătuită din următoarele cluburi de karate shotokan din Arad:
BASSAI-PRO DINAMIK - antrenor Doru Fădoraș - 4 dan
HAMONI-DO - antrenor Geo Marc - 4 dan 
DINAMO SAKURA  - antrenor Oze Ștefan - 4 dan 
SHIHAWA-DO - antrenor Costel Grigoraș - 4 dan 
DINAMO SAKURA - antrenor Erdei Emeric - 2 dan
KAMIKAZE - Francisc Szöcs - 3 dan 
SHODAN - Teodor Răduț - 3 dan 
A.C.K.A. este afliliată la:
Federația Română de Karate W.K.C. (World Karate Confederation)